# Tetrakaliumpyrofosfaat
Tetrakaliumpyrofosfaat, ook bekend als kaliumdifosfaat of TKPP, is een kaliumzout van pyrofosforzuur, met als brutoformule K4P2O7. De stof komt voor als witte kristallen of als een wit hygroscopisch poeder, dat zeer goed oplosbaar is in water.

## Toepassingen
Tetrakaliumpyrofosfaat wordt gebruikt als industrieel en huishoudelijk ontsmettingsmiddel. De stof is tevens een dispersie-reagens voor keramiek, klei, latex en verschillende pigmenten.
In de scheikunde wordt het gebruikt als buffer en als stabilisator voor waterstofperoxide.

## Toxicologie en veiligheid
De oplossing in water is een matig sterke base en ze reageert dus met sterke zuren.
De stof is corrosief voor de ogen, de huid en de luchtwegen. Inademing van de aerosol kan longoedeem veroorzaken